# Phasma reinwardtii
Phasma reinwardtii är en insektsart som beskrevs av Haan 1842. Phasma reinwardtii ingår i släktet Phasma och familjen Phasmatidae. Inga underarter finns listade i Catalogue of Life.